# Pachelbelov kanon
Pachelbelov kanon ili Canon in D je naziv za kanon njemačkoga baroknoga skladatelja Johanna Pachelbela punoga naziva "Kanon i gigue za 3 violine i basso continuo" (njem. Kanon und Gigue für 3 Violinen mit Generalbaß).
Niti datum ni okolnosti nastanka kanona nisu poznati (predloženi datumi kreću se od 1680. do 1706.), a najstariji preživjeli rukopisni primjerak djela datira iz 19. stoljeća.
Pachelbelov kanon, kao i ostala njegova djela, iako popularna tijekom njegova života, uskoro su pali u zaborav i stoljećima su bili nepoznati. Ponovno je dobio popularnost 1968. godine u izvedbi komornoga orkestra Jean-Françoisa Paillarda, a sedamdesetih godina izveli su ga mnogi ansambli; početkom osamdesetih godina njegova nazočnost kao pozadinska glazba smatrana je neizbježnom. Od sedamdesetih do danas elementi ovoga djela, osobito njegov akord, koristili su se u raznim pop pjesmama. Od 1980.-ih, često se koristi i na svadbama i pogrebnim ceremonijama u zapadnom svijetu.
Kanon je izvorno namijenjen za tri violine i basso continuo i uparen s gigueom. Oba su stavku u D-duru. 
Postao je inspiracija za mnoge pop pjesme kao što su: "I Should Be So Lucky" (Kylie Minogue), "Go West" (Pet Shop Boys), "Don't Look Back in Anger" (Oasis), "C U When U Get There" (Coolio),  "All Together Now" (The Farm), "Lutka" (S.A.R.S.) itd.